# Curt Lowens
Curt Lowens (né le 17 novembre 1925 à Allenstein (Prusse) et mort le 8 mai 2017 à Beverly Hills) est un acteur allemand. 
Survivant de la Shoah, il est apparu dans plus de cent films depuis 1960.

## Filmographie sélective

### Cinéma
- 1961 : François d'Assise (Francis of Assisi) de Michael Curtiz : un frère
- 1962 : Miracle à Cupertino (The Reluctant Saint) d'Edward Dmytryk
- 1962 : Le Monstre aux filles (Lycanthropus) de Paolo Heusch : le directeur Swift
- 1962 : La Bataille de Naples (Le quattro giornate di Napoli) de Nanni Loy
- 1963 : Le Procès de Vérone (Il processo di Verona) de Carlo Lizzani :  le capitaine allemand
- 1966 : Le Rideau déchiré (Torn Curtain) d'Alfred Hitchcock
- 1967 : Tobrouk, Commando Pour l'Enfer (Tobruk) d'Arthur Hiller : le colonel allemand
- 1967 : La Symphonie des héros (Counterpoint) de Ralph Nelson : le capitaine Klingerman
- 1969 : Le Secret de Santa Vittoria (The Secret of Santa Vittoria) de Stanley Kramer
- 1971 : Satan, mon amour (The Mephisto Waltz) de Paul Wendkos
- 1973 : Trader Horn, l'Aventurier (Trader Horn) de Reza Badiyi : Schmidt
- 1975 : L'Odyssée du Hindenburg (The Hindenburg) de Robert Wise
- 1976 : The Swiss Conspiracy de Jack Arnold : Kosta
- 1977 : De l'autre côté de minuit (The Other Side of Midnight) de Charles Jarrott
- 1981 : L'Emprise (The Entity) de Sidney J. Furie
- 1982 : Escape to Love d'Herb Stein
- 1982 : Firefox, l'Arme Absolue (Firefox) de Clint Eastwood : Dr Schuller
- 1983 : To Be or Not To Be d'Alan Johnson : l'officier d'aéroport
- 1988 : Private War : Paul Devries
- 1989 : Night Children
- 1991 : Paid To Kill : Spinosa
- 1992 : A Midnight Clear de Keith Gordon : le vieil allemand
- 1993 : Mandroid de Jack Ersgard : Drago
- 1993 : Necronomicon (H.P. Lovecraft's: Necronomicon) de Brian Yuzna, Christophe Gans et Shūsuke Kaneko : M. Hawkins
- 1997 : A River Made to Drown In d'Alan Smithee
- 2005 : Le Sang du diamant (The Cutter) de William Tannen : le colonel Speerman
- 2006 : Ray of Sunshine
- 2008 : Miracle à Santa Anna (Miracle at St. Anna) de Spike Lee
- 2009 : Anges et Démons (Angels & Demons) de Ron Howard : le cardinal Ebner

### Télévision
- 1977 : L'Homme qui valait trois milliards (The Six Million Dollar Man) (saison 4, épisode 22, The Privacy of the Mind) : Sergei Kulikov
- 1977 : L'Homme qui valait trois milliards (The Six Million Dollar Man) (saison 5, épisode 10,Target: Steve Austin) : Hellerman
- 1987 : MacGyver (saison 2, épisode 17 "Dalton, l'espion") : Stanley Berrenger
- 1991 : The Last to Go (téléfilm) de John Erman